# 皆瀨站
皆瀨站（日语：／ Kaize eki */?）是位於長崎縣佐世保市皆瀨町，松浦鐵道的西九州線車站。

## 歷史
- 1920年（大正9年）3月27日 - 佐世保輕便鐵道（後來為佐世保鐵道（日语：佐世保鉄道））車站啟用。
- 1936年（昭和11年）10月1日 - 佐世保鐵道國有化[1]，成為松浦線車站。
- 1962年（昭和37年）10月1日 - 結束貨物業務。
- 1966年（昭和41年）4月1日 - 成為無人車站。
- 1987年（昭和62年）4月1日 - 伴隨國鐵分割民營化，車站由九州旅客鐵道（JR九州）營運[2][3][4]，成為JR九州松浦線車站。
- 1988年（昭和63年）4月1日 - 松浦鐵道接管松浦線，成為松浦鐵道西九州線車站。

## 車站構造
車站是一座地面車站，設有1面1線的單式月台。此站是無人車站，沒有車站大樓，只有候車室和廁所。
在車站附近設有月租停車場，該處部分位置曾經是車站範圍。

## 車站周邊
站前設有商店。
- 國道204號
- 皆瀨郵便局
- 皆瀨幼稚園
- 佐世保市立皆瀨小學
- 佐世保市政廳（日语：佐世保市役所）中里皆瀨分所
- 皆瀨町一組公民館
- 吉岡團地
- 青眼寺
- 長崎縣立佐世保商業高等學校（日语：長崎県立佐世保商業高等学校）

## 利用狀況
在2018年度，1日平均上落車人次為199人。在2005年度，1日平均上落車人次為231人。

## 相鄰車站
松浦鐵道
西九州線
快速
通過
普通
中里－皆瀨－野中

## 注腳
1. ↑  「鉄道省告示第326.327号」『官報』1936年9月29日（國立國會圖書館數碼化收藏）
2. ↑  九州鉄道百年祭実行委員会・百年史編纂部会 (编).  初版. 九州旅客鉄道. 1988: 181 （日语）.
3. ↑  『交通年鑑 昭和63年版』 交通協力會，1988年3月。
4. ↑  今村都南雄 『民営化の效果と現実NTTとJR』 中央法規出版，1997年8月。ISBN 978-4805840863
5. ↑  佐世保市統計書
6. ↑  長崎縣統計年鑑

## 外部連結
- 皆瀨站時間表 （页面存档备份，存于）（日語） - 松浦鐵道